# Bomporto
Bomporto é uma comuna italiana da região da Emília-Romanha, província de Modena, com cerca de 7.583 habitantes. Estende-se por uma área de 39 km², tendo uma densidade populacional de 194 hab/km². Faz fronteira com Bastiglia, Camposanto, Medolla, Modena, Nonantola, Ravarino, San Prospero, Soliera.

## Demografia
| Variação demográfica do município entre 1861 e 2011                               |
|                                                                                   |
| Fonte: Istituto Nazionale di Statistica (ISTAT) - Elaboração gráfica da Wikipedia |

## Cidades-irmãs
- Mola di Bari, Itália (2013)